# Webby Award

Starsza wersja logo ceremonii nagród Webby Award

Webby Award – nagroda przyznawana corocznie dla najlepszych stron internetowych przez International Academy of Digital Arts and Sciences.
Nagrody te przyznawane są od 1996 w 67 różnych kategoriach jak: nauka, finanse, edukacja, film, zdrowie, wiadomości, moda, film, gry komputerowe, muzyka, polityka i wiele innych.
W trakcie oceny stron brana pod uwagę jest:
1. Zawartość
2. Konstrukcja strony
3. Projekt strony pod kątem graficznym
4. Interaktywność
5. Funkcjonalność
6. Ogólne wrażenie

12 maja 2004 Wikipedia otrzymała nagrodę Webby Award w kategorii Community (Społeczność). Wikipedia w maju 2004 była również nominowana w kategorii Best practices (najbardziej praktyczna), jednak przegrała z wyszukiwarką Google.